# Santa Vittoria di Libiola
Santa Vittoria di Libiola è una frazione di circa 500 abitanti del comune di Sestri Levante. Era conosciuta per la presenza di una miniera nelle sue vicinanze, una delle sei miniere storicamente più importanti d'Europa nota fin dalla preistoria e sfruttata intensamente dall'epoca romana, situata nell'antica località di Libiola.

## Geografia fisica
Dista 3,24 chilometri dal comune italiano di Sestri Levante cui essa appartiene.

## Monumenti e luoghi d'interesse

### Architetture religiose
- Chiesa parrocchiale di Santa Vittoria, costruita nel 1035.[1]

## Società

### Tradizioni e folclore
Ogni anno per la Festa di Santa Vittoria la piazza viene riempita da bancarelle con giocattoli per bambini e dolciumi. Verso sera viene celebrata una messa, accompagnata dalla banda e infine vi è una processione storica della statua della Santa portata a braccio da volontari. I festeggiamenti sono tradizionalmente conclusi con una cena in famiglia. 
Quando l'antica miniera di rame di Libiola era ancora in attività - ossia fino al 1961/62 - esisteva anche la processione dedicata a Santa Barbara, protettrice dei minatori. I minatori stessi portavano a spalle il quadro, commissionato nel 1956 dalla MISA (Manganesifera italiana, titolare degli impianti minerari libiolesi) al pittore Giulio Corio, visibile ancora oggi nella parrocchiale di Santa Vittoria, che raffigura la santa in un tipico ambiente minerario. La processione, che si svolgeva ogni 4 dicembre, partiva in tempi più remoti dal monte della miniera di Libiola (verso valle) o, più tardi - dal secondo dopoguerra - dagli stabilimenti di Balicca-Ponterotto (zona bassa di Libiola, limitrofi al torrente Gromolo) ed arrivava sino alla chiesa di Santa Vittoria di Libiola dove, tra un tripudio di folla, veniva officiata la S. Messa alla presenza delle autorità civili (sindaco di Sestri Levante, prefetto di Genova, dirigenti aziendali nazionali, ecc.) e religiose (vescovo di Chiavari). Dopodiché la società mineraria invitava le maestranze con le loro famiglie al classico pranzo pagato dall'azienda che si poteva svolgere o in ristoranti sestresi della passeggiata a mare o all'interno di uno dei capannoni dell'area mineraria (che i locali chiamano "dal Bilico") appositamente adibito ad accogliere i numerosi partecipanti.